# Blaru
Blaru ist eine französische Gemeinde mit 886 Einwohnern (Stand 1. Januar 2022) im Département Yvelines in der Region Île-de-France. Sie gehört zum Arrondissement Mantes-la-Jolie und zum Kanton Bonnières-sur-Seine. Blaru ist die westlichste Gemeinde des Départements Yvelines.

## Bevölkerungsentwicklung
| Jahr      | 1962 | 1968 | 1975 | 1982 | 1990 | 1999 | 2008 |
| Einwohner | 434  | 418  | 512  | 628  | 745  | 802  | 932  |

|  |